# Hebron-Protokoll

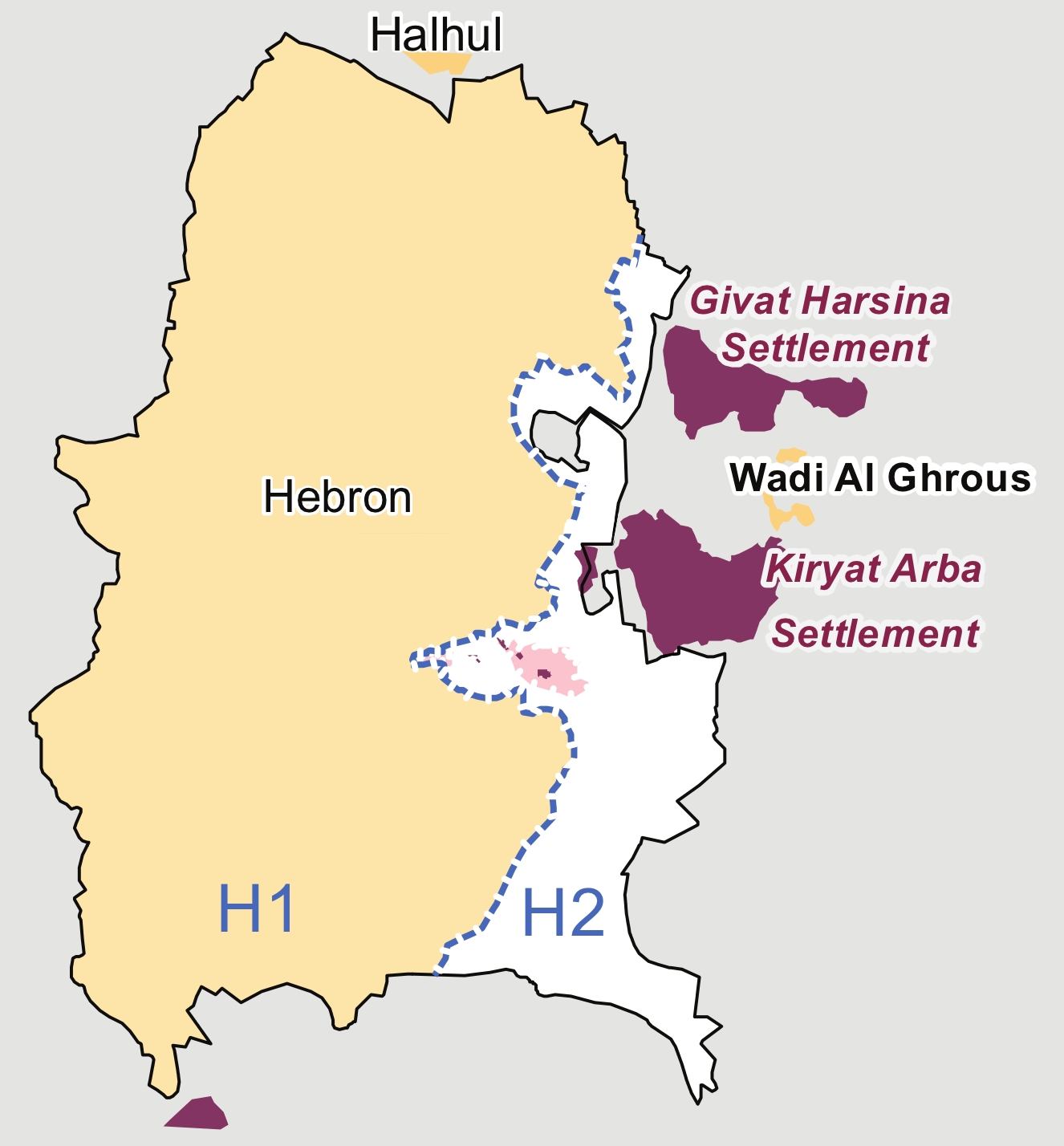
H1/H2 Zone-Teilung

Die Verhandlungen zum Hebron-Protokoll, auch Hebron-Abkommen, fanden vom 7. Januar 1997 bis zum 17. Januar 1997 statt. Vertragsparteien waren Israel, vertreten durch Benjamin Netanjahu, und die PLO, vertreten durch Yasser Arafat, moderiert durch Warren Christopher. Das Protokoll beinhaltet die Teilung Hebrons zwischen Israel und den Palästinensern und die Wiedereinsetzung israelischer Streitkräfte in Hebron zum Schutz der jüdischen Siedler in der geteilten Stadt gemäß dem Interimsabkommen über das Westjordanland und den Gazastreifen. 
Hebron wurde in zwei Sektoren eingeteilt. Der westliche von Arabern bewohnte Teil (Zone H1) steht unter dem Schutz der Palästinensischen Autonomiebehörde. Der östliche Teil (Zone H2) beinhaltet das alte jüdische Stadtviertel und das Grab der Patriarchen mit den Ruhestätten der drei Erzväter Abraham, Isaak und Jakob und ihrer Frauen Sara, Rebekka und Lea. Die jüdischen Bewohner der Zone H2 von Hebron gehören laut dem israelischen Zentralbüro für Statistik zur Bevölkerung von Kirjat Arba.
Aus Protest gegen das Hebron-Protokoll hatten Benny Begin, Michael Kleiner und David Re’em während der israelischen Parlamentswahlen 1996 zur 14. Knesset den Likud verlassen. Politiker, die das Hebron-Protokoll ablehnten gründeten u. a. die Partei Cherut – HaTnu’a HaLeumit, die jegliche Landkonzessionen an die Palästinenser strikt ablehnt.